# Übersee-Museum
L' Übersee-Museum ("Museo d'Oltremare") è un museo di storia naturale ed etnografico situato nel centro di Brema, presso la stazione ferroviaria principale di Bahnhofsplatz.

## Descrizione
L'edificio museale è stato classificato nel 1993 d'importanza storica.
Le mostre all'interno del museo sono incentrate sulla natura, cultura e commercio delle regioni d'oltremare con mostre permanenti relative ad Asia, Sud Pacifico/Oceania, Americhe e Africa.